# لويس مونتيانو
لويس مونتيانو هو لاعب كرة قدم روماني، ولد في 16 يونيو 2002 في فاسلوي في رومانيا. شارك مع منتخب رومانيا تحت 17 سنة لكرة القدم ومنتخب رومانيا تحت 19 سنة لكرة القدم. أما مع النوادي، فقد لعب مع نادي فيتورول كونستانتا.

## وصلات خارجية
- لويس مونتيانو على موقع قاعدة بيانات كرة القدم.إي يو (الإنجليزية)
- لويس مونتيانو على موقع بيانات كرة القدم. دي إي (الألمانية)
- لويس مونتيانو على موقع ناشيونال فوتبول تيمز (الإنجليزية)
- لويس مونتيانو على موقع Soccerway.com (الإنجليزية)
- لويس مونتيانو على موقع عالم كرة القدم.نت (الإنجليزية)